# Passo do Glandon
O passo do Glandon é um colo a 1 924 m de altitude que se encontra a oeste do passo da Cruz de Ferro e liga a vale da Romanche ao vale da Maurienne, que se encontram ambas no departamento da Saboia, na região de Ródano-Alpes, em França.

## História
Em julho e agosto de 1944, durante o desembarque na Provença os resistentes maquis afastaram um ataque nazi, como demonstra o marco comemorativo no alto do colo.
A estrada do colo foi aberta em 1898 foi só foi ligada ao Passo de Croix-de-Fer em 1912 permitindo a acesso a Saint-Jean-de-Maurienne.

## Ciclismo
A estrada utilizada durante a Volta à França em bicicleta, e que está ligada pelo vertente sudoeste ao colo da Cruz de Ferro, só nos últimos 200 m é que apresenta uma grande dificuldade em comparação com a parte norte onde se passa de 8 a 10% de desnível   

## Imagens

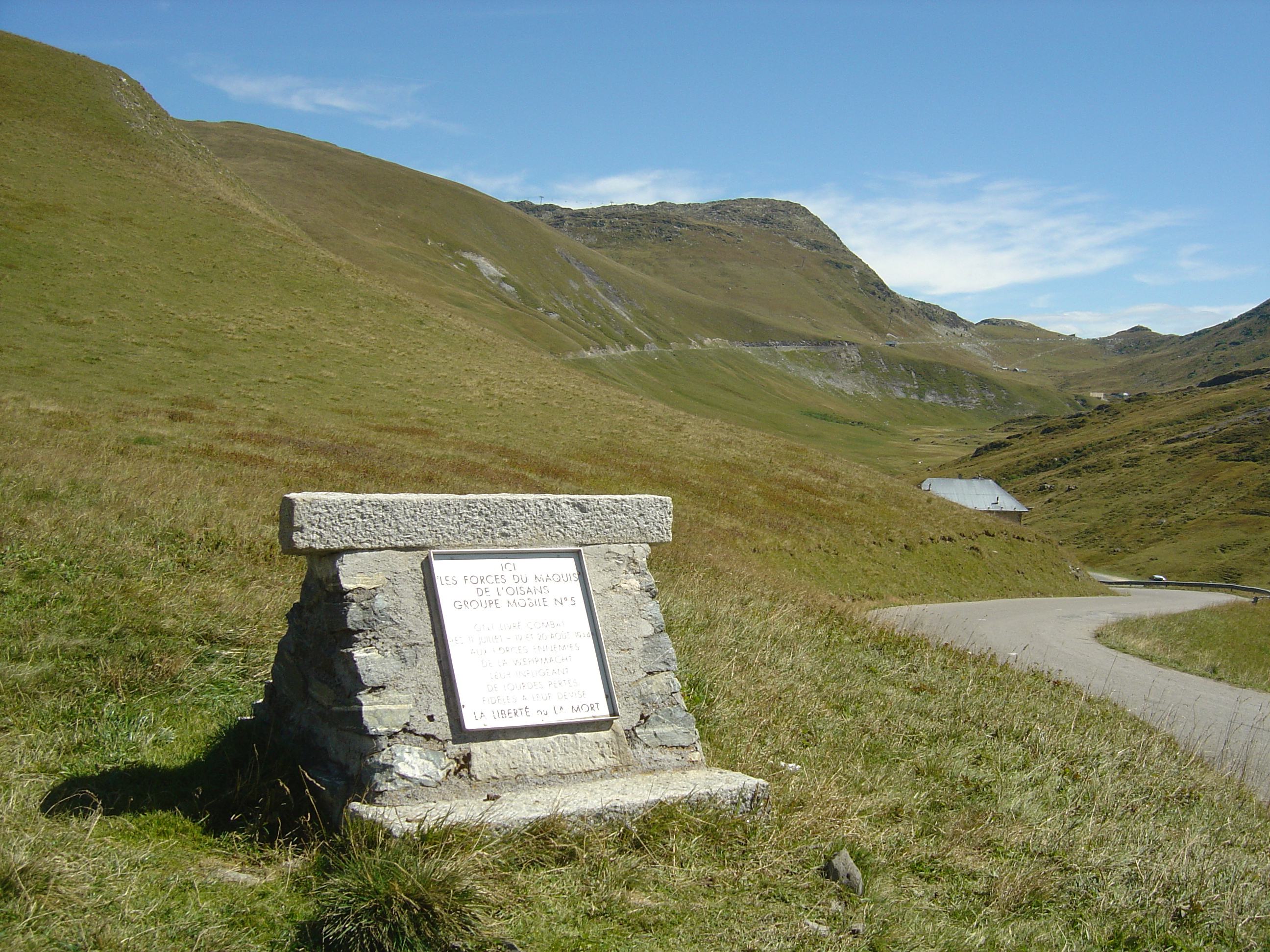
Monumento aos maquis
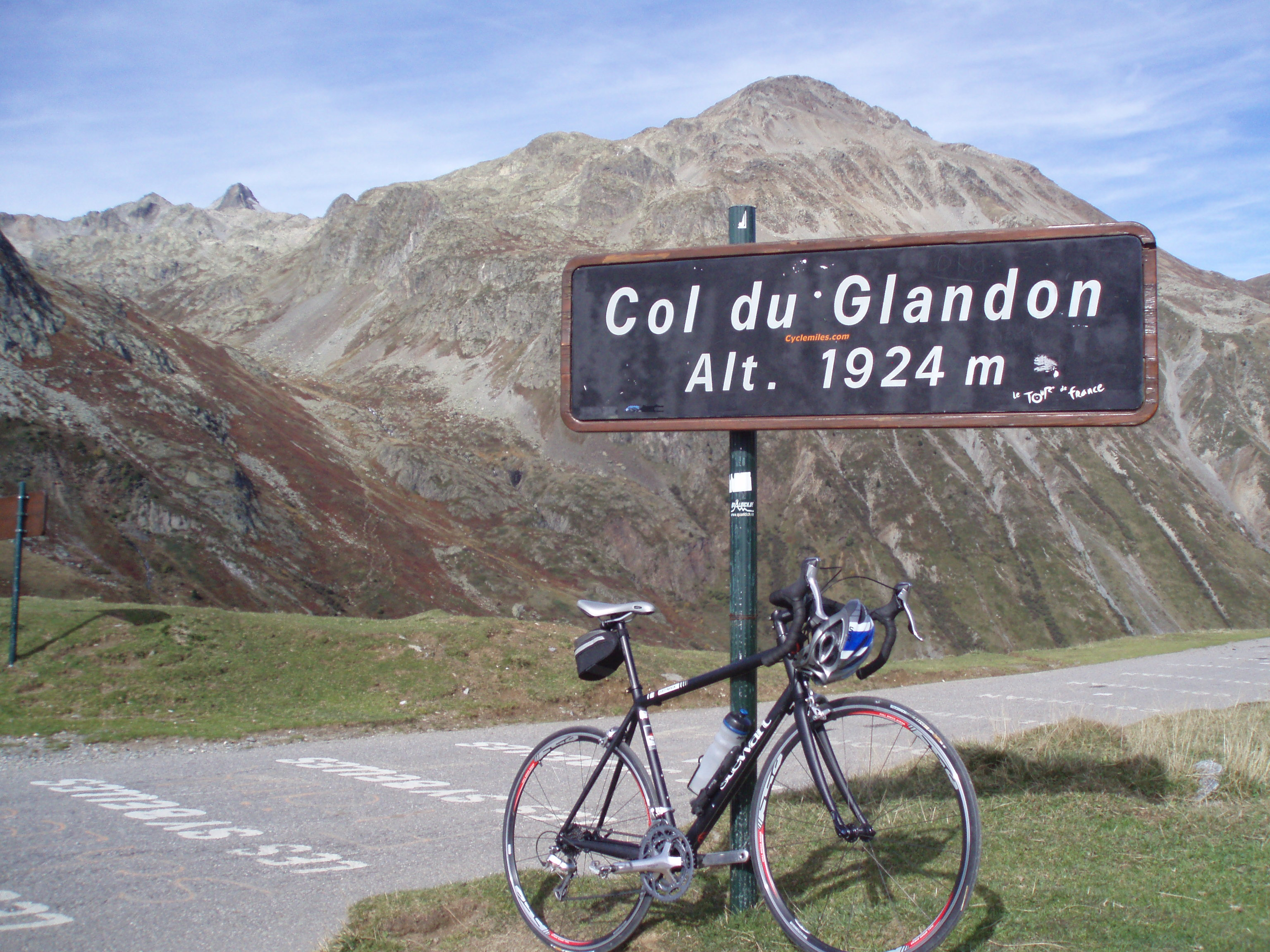
Antigo painel informativo